# Felipe Calvo Calvo
Felipe Ángel Calvo y Calvo (Palència, 2 d'octubre de 1919 - Madrid, 26 de novembre de 1992) va ser un químic espanyol. acadèmic de la Reial Acadèmia de Ciències Exactes, Físiques i Naturals.

## Biografia
Doctor en Química Industrial per la Universitat de Madrid, i doctor en Metal·lúrgia per la Universitat de Cambridge (Anglaterra), fou el primer doctor espanyol en aquesta universitat; catedràtic i director del Departament de Metal·lúrgia en la Facultat de Ciències Químiques de la Universitat Complutense, i professor de Recerca del CSIC.
Membre de la Reial Acadèmia Nacional de Farmàcia, Fellow de la Institution of Metallurgist i del Welding Institute, Principal Scientific Officer en la British Welding Research Association des de 1959 i de la Reial Acadèmia de Ciències Exactes, Físiques i Naturals des de 1977. Va prendre possessió de la medalla el 1979 amb el discurs "La génesis de los minerales, un desafío pendiente".
Va obtenir el premi extraordinari pel seu doctorat en química industrial a la Universitat de Madrid, la Medalla d'Or de la Universitat Complutense, Medalla de Plata de la Universitat de Barcelona; va ser nomenat fill adoptiu d'Alcalá de Henares, de la universitat del qual va ser President de la Comissió Gestora. També va ser guardonat amb el premi de la Deutscher Verband für Schweisstechnik el 1960, el premi Francisco Franco (individual) a la Recerca Tècnica el 1966, el Premi Torrado Varela de l'Associació Tècnica Espanyola d'Estudis Metal·lúrgics el 1960.
També va rebre una Ajuda de recerca Fundació March (1962), Ajuda de recerca Fundació Aguilar (1973) i la Comanda de l'Orde Civil d'Alfons X el Savi. Va ser Conseller adjunt del CSIC i Conseller de la Internacional Metallographic Society. Fou escollit senador per la província de Palència pel Partido Popular a les eleccions generals espanyoles de 1986 i 1989.

## Obres
- Studies on Welding Mettalluygy of Steels (1961),
- La España de los Metales (1964),
- La Metalurgia: Una disciplina olvidada (1971),
- Metalografía Práctica (1972),
- Cara y Cruz del Mercurio (1974),
- Una nueva hipótesis mineralogénetica sugerida por imágenes obtenidas en el SEM (1975),
- La génesis de los minerales, un desafío pendiente (1979).